# Uracontia
Uracontia là một chi bướm đêm thuộc họ Noctuidae.